# Jalore

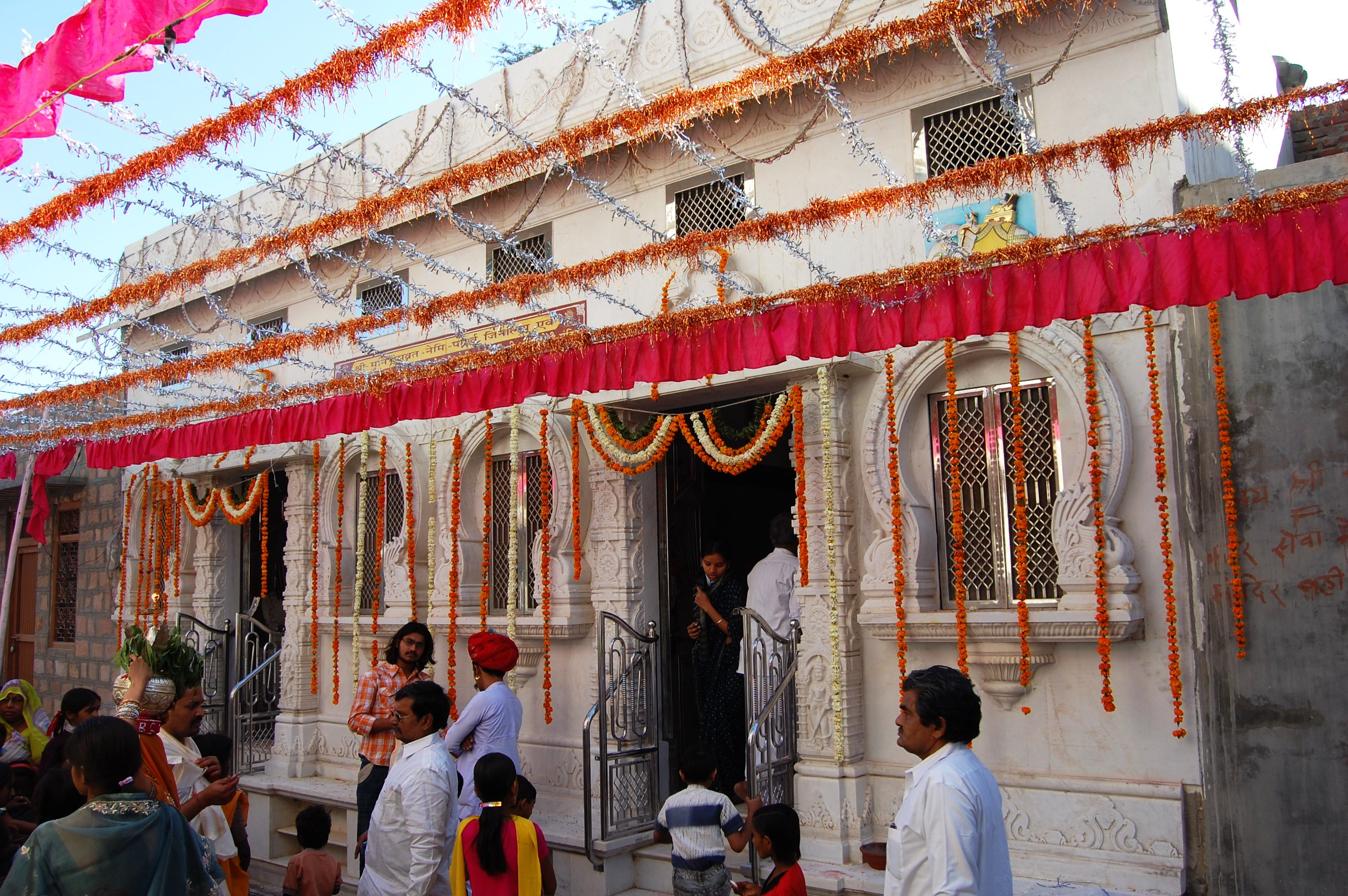

Jalore est une ville du district de Jalore, dans l'État du Rajasthan, en Inde.